# دورکاری ذهن
دورکاری ذهن یا سایونیکس (به انگلیسی: Psionics) مطالعه پدیده‌های فراهنجار در ارتباط با کاربرد دانش الکترونیک است. دورکاری ذهن واژه‌ای فراگیر برای اشاره به پدیده‌هایی فرضی مانند تله‌پاتی (دورآگاهی) و حرکت دادن اشیاء از راه دور با قدرت ذهن (دورجنبی) است؛ پدیده‌هایی که در آن‌ها نیروی ذهن قادر به ایجاد تأثیر بر دیگر اشیا بیرون از مغز انسان باشد.
از این اصطلاح در داستان‌ها و فیلم‌های علمی-تخیلی استفاده نسبتاً زیادی شده‌است. برخی از باورداران به دورکاری ذهن برآنند که نیروی ذهن نیرویی است که با ساطع کردن امواج امواج اطراف را دریافت میکنیم. آنان می‌گویند از آنجایی که در اطراف ما بیشمار امواج وجود دارد و اذهان مختلف پالس های مختلفی در فضا پخش می‌کنند این امکان صورت می‌گیرد.
هیچ نشانه‌ای از وجود پدیده‌های ادعاییِ دورکاری ذهنی در بررسی‌های علمی یافت نشده است.